# 污名認同
污名認同指一個社群或族群對自己產生負面的認同感，因而竭力排斥自己的母文化及表徵，並向另一文化迅速靠攏或同化。中文著作裏最早出現於臺灣人類學家謝世忠所著《認同的污名——台灣原住民的族群變遷》一書，此概念亦常以其他的字眼表達，如「自我負面標籤」等，但沒有產生和「污名認同」一樣的固定術語。

## 概念
「污名認同」最早用於闡析台灣原住民的文化現象，指出由於原住民長期身處社會的非主流的邊緣位置，不管於經濟、社會、政治、文化等各方面皆處於劣勢，於社會多屬於低下階層，因此令原住民對自己的文化產生厭惡，認同主流社會的對自身的歧視，認為自己的文化落後、卑微、老土，結果形成對原住民文化的排斥，並刻意的迅速向漢文化靠攏。其後「污名認同」一詞亦有應用於其他社群（如妓女）的研究分析之中。「污名認同」是貼標籤和污名化等人身攻擊行為的產物。
污名認同往往是文化殖民的手段之一。殖民者透過教育、行政、法令等途徑，使殖民者的語言文化成為社會的高階文化，及知識份子的表徵，令本土文化相對成為落後、低下的符號，使殖民地人民對自身文化產生污名認同，從而產生對殖民者文化的崇敬之情。然而，由於殖民地中殖民者的統治族群一般於整個社會中佔絕對少數，因此雖然能令被統治的主流族群產生對殖民者文化的崇敬，但較難使主流族群快迅轉向至殖民者的文化。於此情況下，被殖民者的文化依然保持強大的活力，與殖民者文化分佔不同的社會階層。例如在印度，英國文化和語言雖然享有較高的聲望，但卻一直只限英國人及少數英國化的印度高尚階層所有，廣大的印度平民雖然亦經常受英國文化影響，也較崇敬英國文化，但卻沒有因此放棄自己的文化。
如果一個國家內沒有予非主流族群平等的語言和文化權益，也往往使非主流族群產生污名認同，產生類殖民效果。例如中國一些少數民族，如苗族、瑤族的若干支系，由於其民族語言沒有通用的文字，不能以自己母語接受中學以上的教育，亦缺乏自己母語的傳媒，加上於當地社會中他們一般處於較低下的社會階層，因此在接觸漢文化較多的地方，如縣城，本土民族的家庭在家裏往往不願意教自己的子女說母語，而寧願用不純正的漢語和子女溝通。
於社會語言學中，對母語的「污名認同」往往是導致社會語言轉換的主因，例如南京人認為南京話不好聽，令南京方言迅速向普通話靠攏。
中國於清末產生對自己文化的排斥，如五四運動提出「全盤西化」或文化大革命提出「破四舊」。
二戰後中華民國政府對台灣人實行國語政策，在校園中汙名化台語及其他方言，說台語者則課罰金、掛狗牌等，使得台灣人對自己的族群與文化自卑，甚至認為台語就是低等人、沒水準的語言；另有部分台灣人懷念且推崇日本的殖民統治而走向極端親日，都可視為污名認同的反映，但「狗去豬來」應該是主要因素，一種汙名台灣文化、反對中國文化、認同日本文化的特殊變體。
污名認同往往會帶來嚴重的文化危機。首先在放棄自己母文化向優勢文化靠攏時，由於族群對優勢文化的認知多侷限於顯性文化方面（如語言、衣著、行為），因此在模仿優勢文化只能模仿得表面，而未能學會優勢文化更深入的文學藝術、道德價值、思想哲學，但同時又丟失了本身的文化優秀面，結果使族群文化割裂、精神空虛、道德價值淪喪。
另一個危機是自我認同的危機，劣勢族群因污名認同向優勢族群靠攏，但優勢族群依然不接納對方為自己的一份子，使劣勢族群產生自卑、自殘的傾向。於兩個族群膚色不同時，此現象尤其明顯。